# Brachygalea patagonica
Brachygalea patagonica là một loài bướm đêm trong họ Noctuidae.